# Dê Trung Vệ
Dê Trung Vệ (tiếng Anh: Zhongwei goat hoặc Chung-wei goat) là một giống dê từ khu tự trị Ninh Hạ và tỉnh Cam Túc của Trung Quốc. Nó sống trên các thảo nguyên sa mạc khô cằn, và thích nghi với chế độ ăn của thực vật sa mạc và các cây bụi. Nó được sử dụng chủ yếu cho việc sản xuất da dê non, và công dụng thứ hai là cho sợi len casơmia. Loài này có sự biến đổi di truyền thấp, có thể do sự lựa chọn lịch sử của các đặc điểm sản xuất nỉ. Nó có liên quan chặt chẽ với các giống Dê trắng Funiu, Dê Hexi Cashmere, Dê đen Luliang và Dê Taihang.
Dê đực nặng trung bình 39 kg và dê cái nặng trung bình 24,5 kg. Cả con đực và cái đều mọc sừng xoắn ốc. Màu lông màu trắng và thỉnh thoảng có màu đen.

## Công dụng

### Da dê non
Dê con bị giết khi chúng được 35 ngày tuổi nhằm mục đích tạo các tấm da trắng, xoăn. Dê Trung Vệ đạt đến sự trưởng thành về tình dục lúc 5 đến 6 tháng tuổi và thường được giao phối lúc 18 tháng tuổi với tỷ lệ sản sinh dê con và tăng đàn 104-106%.

### Sợi len casơmia
Mặc dù chúng chủ yếu được sử dụng với mục đích giết lấy tấm da dê non, Dê Trung Vệ còn có thể được sử dụng cho sản xuất sợi len casơmia. Con đực sản sinh trung bình 140 g casơmia và con cái tăng trung bình 120 g, với tỷ lệ phần trăm casơmia là 25%, chiều dài 7,0 cm và 12,5 micron. Chất lượng lông được sản xuất đã giảm, tuy nhiên, nguyên nhân là do sự suy thoái của vùng đất chúng ăn cỏ.